# أندي لاو
أندي لاو (بالصينية: 劉德華) مواليد 27 سبتمبر 1961 في هونغ كونغ، هو ممثل هونغ كونغي بدأ مسيرته الفنية عام 1981. وهو أيضا منتج.

## وصلات خارجية
- أندي لاو على موقع IMDb (الإنجليزية)
- أندي لاو على موقع ألو سيني (الفرنسية)
- أندي لاو على موقع ميوزك برينز (الإنجليزية)
- أندي لاو على موقع أول موفي (الإنجليزية)
- أندي لاو على موقع قاعدة بيانات الأفلام السويدية (السويدية)
- أندي لاو على موقع إن إن دي بي (الإنجليزية)
- أندي لاو على موقع أول ميوزيك (الإنجليزية)
- أندي لاو على موقع ديسكوغز (الإنجليزية)
- أندي لاو على موقع قاعدة بيانات الفيلم (الإنجليزية)
- أندي لاو على موقع ليتربوكسد (الإنجليزية)

- الموقع الإلكتروني